# Liste der Sendungen von Disney Channel (Deutschland)
Die folgende Liste der Sendungen von Disney Channel (Deutschland) listet zahlreiche  Sendungen auf, die der deutsche Disney Channel ausgestrahlt hat oder noch ausstrahlt. Nicht berücksichtigt wurden dabei Call-in- und Werbesendungen.

## Eigenproduktionen von Disney Channel Deutschland

### Tagesprogramm
| Titel                             | Genre                             | Premiere           | Finale             | Staffel(n)                         | Quelle |
| --------------------------------- | --------------------------------- | ------------------ | ------------------ | ---------------------------------- | ------ |
| Disneys Kurze Pause               | Sitcom                            | 18. September 2006 | 24. Oktober 2008   | 3 Staffeln, 80 Folgen + 1 Spezial  | [ 1 ]  |
| Binny und der Geist               | Krimi-Fantasy-Dramedy-Jugendserie | 23. März 2013      | 15. Mai 2016       | 2 Staffeln, 23 Folgen              | [ 2 ]  |
| An die Töpfe, fertig, lecker!     | Kochsendung                       | 2. April 2017      | 15. August 2021    | 5 Staffeln, 73 Folgen + 1 Spezial  | [ 3 ]  |
| Die Beni Challenge                | Challenge-Wissenssendung          | 21. April 2018     | TBA                | 7 Staffeln, 116 Folgen + 1 Spezial | [ 4 ]  |
| Gag Attack                        | Sketchshow                        | 12. Januar 2019    | 10. September 2023 | 4 Staffeln, 45 Folgen + 2 Spezials | [ 5 ]  |
| Tierduell                         | Challenge-Wissenssendung          | 8. September 2019  | 24. Juni 2023      | 4 Staffeln, 53 Folgen              | [ 6 ]  |
| Die Beni Challenge – Total Klasse | Gameshow                          | 16. November 2024  | TBA                | 1 Staffeln, 12 Folgen              | [ 7 ]  |

### Abendprogramm
| Titel                                             | Genre         | Premiere          | Finale             | Staffel(n)                          | Quelle |
| ------------------------------------------------- | ------------- | ----------------- | ------------------ | ----------------------------------- | ------ |
| Ducks & Friends                                   | Talkshow      | 18. Januar 2014   | 12. April 2014     | 1 Staffel, 13 Folgen                | [ 8 ]  |
| Disney Family Time                                | Gameshow      | 28. Februar 2014  | 21. September 2014 | 1 Staffel, 6 Folgen                 | [ 9 ]  |
| Vollpension bei Fremden                           | Dokutainment  | 20. Mai 2014      | 5. August 2014     | 1 Staffel, 8 Folgen                 | [ 10 ] |
| Mein Auftrag: Der perfekte Antrag                 | Dokutainment  | 12. August 2014   | 2. September 2014  | 1 Staffel, 4 Folgen                 | [ 11 ] |
| Das Fest im Griff?!                               | Dokutainment  | 9. September 2014 | 30. September 2014 | 1 Staffel, 4 Folgen                 | [ 12 ] |
| Mission Freundlichkeit – Mein 100 Tage Experiment | TV-Experiment | 7. Oktober 2014   | 11. November 2014  | 1 Staffel, 6 Folgen                 | [ 13 ] |
| Disney Magic Moments                              | Rankingshow   | 25. November 2014 | 18. Dezember 2017  | 4 Staffeln, 25 Folgen + 12 Spezials | [ 14 ] |
| Disney Magic Moments – Die große Quizshow         | Quizsendung   | 4. Februar 2019   | 25. Februar 2019   | 1 Staffel, 4 Folgen                 | [ 15 ] |

## Aktuelle Sendungen

### Tagesprogramm
- Alice in der Wunderland-Bäckerei
- Arielle
- Big City Greens
- Bluey
- The Boss Baby: Wieder im Geschäft
- Disneys Gummibärenbande
- Firebuds – Freunde im Einsatz
- Der Geist und Molly McGee
- Gus – Der klitzekleine Ritter
- Hamster & Gretel
- Jagdfieber: Jetzt wird’s wild!
- Jessie
- Kuzcos Königsklasse
- Lilo & Stitch
- Maman & Ich
- Marvel Moon Girl und Devil Dinosaur
- Meine Schwester Charlie
- Micky Maus
- Micky Maus: Spielhaus
- Micky und die flinken Flitzer
- Miraculous – Geschichten von Ladybug und Cat Noir
- Monster bei der Arbeit
- Phineas und Ferb
- Primos
- Star Wars: Die Abenteuer der jungen Jedi
- Spidey und seine Super-Freunde
- SuperKitties
- Taffy
- Waustelle – Alle Pfoten packen an
- Welpen Freunde
- Willkommen in Gravity Falls
- Die wunderbare Welt von Micky Maus

### Abendprogramm
- Golden Girls
- Hör mal, wer da hämmert
- Immer wieder Jim
- Modern Family

## Ehemalige Sendungen

### Tagesprogramm
- 11
- Die 7Z
- 101 Dalmatiner
- Abenteuer mit Timon und Pumbaa
- Ace Lightning
- A Kind of Magic – Eine magische Familie
- Aladdin
- Alex & Co.
- American Dragon
- Amphibia
- A.N.T.: Achtung Natur-Talente
- Arielle, die Meerjungfrau
- Art Attack
- Arthur und die Minimoys
- Atomic Betty
- Austin und Ally
- Barbaren-Dave
- Backstage
- Die Basil Brush Show
- Der Bär im großen blauen Haus
- Baymax – Robowabohu in Serie
- Benjamin Blümchen
- Best Friends – Zu jeder Zeit
- Bizaardvark
- Bob der Baumeister
- Bonkers, der listige Luchs von Hollywood
- Boyster
- Brandy & Mr. Whiskers
- Caitlin
- Camp Kikiwaka
- Captain Buzz Lightyear – Star Command
- Captain Flamingo
- Cars on the Road
- Cars Toon – Hooks unglaubliche Geschichten
- Chip und Chap: Das Leben im Park
- Chip und Chap – Die Ritter des Rechts
- Disneys Classic Cartoon
- Connie, die kleine Kuh
- Committed – Eine Mutter steht Kopf
- Cosmo & Wanda – Wenn Elfen helfen
- Crash & Bernstein
- Crash Zone – Das Computer-Team
- Darkwing Duck
- Descendants – Verhexte Welt
- Die Dinos
- Dino-Zug
- DuckTales
- DuckTales – Neues aus Entenhausen
- Dschungelbuch-Kids
- Dschungel, Dschungel!
- Doc McStuffins, Spielzeugärztin
- Doug
- Dragon – Der kleine dicke Drache
- Dreamkix – Die tierische Elf
- Eben ein Stevens
- Eddie Angsthorn
- Einfach Cory!
- Die Eiskönigin: Zauber der Polarlichter
- Elena von Avalor
- Eliot
- Endlich Pause!
- Evermoor
- Der fantastische Yellow Yeti
- Der Fisch-Club
- Fillmore!
- Fionas Website
- Fleckgeflutscht!
- Flipi und die Pilzlinge
- Frannys Wunderschuhe
- Freundschafts-Geschichten mit Winnie Puuh
- F.T.P.D. – Die Märchenpolizei
- Fünf Freunde für alle Fälle
- Die Garde der Löwen
- GhostForce
- Gilbert und Sadie
- Goldie und Bär
- Goofy und Max
- Disneys Große Pause
- Grufthotel Grabesruh
- Guardians of the Galaxy
- Haileys Mission
- Halbe Helden
- Hannah Montana
- Harry und sein Eimer voller Dinos
- Das Haus der 101 Dalmatiner
- Heartbeat
- Henry Knuddelmonster
- Hercules
- Hey, Gio!
- Hier ist Daniel Cook
- Higglystadt Helden
- Hotel Zack & Cody
- Hoppelhausen
- Hund mit Blog
- Ich bin Groot
- Ich war’s nicht
- Die Ideen-Meister
- Immer dieses Einhorn
- In einem Land vor unserer Zeit
- I.N.K.
- Jake & Blake
- Jake und die Nimmerland-Piraten
- Jared ‚Coop‘ Cooper – Highschoolanwalt
- Jett Jackson
- Jim Knopf
- Jonas Brothers – Eine Band lebt ihren Traum
- Jonas L.A.
- Jojos Zirkus
- Johnny und die Sprites
- Julius Jr.
- Karate-Chaoten
- Käfer-City
- Käpt’n Balu und seine tollkühne Crew
- K.C. Undercover
- Kicherkracher
- Kick Buttowski – Keiner kann alles
- Kikoumba – Her mit der Krone!
- Kim Possible
- Kirby
- Kiya & die Kimoja-Helden
- Kleine Einsteins
- Die kleinen Strolche
- Disneys Klassenhund
- Kung Fu Panda: Die Tatzen des Schicksals
- Lanfeust
- Das Leben und Riley
- Die Legende der Drei Caballeros
- Legenden aus dem Ring des Feuers
- Lego Friends: Das nächste Kapitel
- Lego Marvel Super Heroes
- Lego Star Wars: Die Droiden Story
- Leon
- Liebling, ich habe die Kinder geschrumpft
- Little Horrors
- Liv und Maddie
- Lizzie McGuire
- Lloyd im All
- The Lodge
- Lost in Oz
- Lucky Fred
- Maggie
- Maggie & Bianca Fashion Friends
- Mama Mirabelles Tierkino
- Matzes Monster
- Max & Ruby
- Mein Babysitter ist ein Vampir
- Mein Dad ist’n Rockstar
- Meine Eltern, die Aliens
- Meine Freunde Tigger und Puuh
- Meister Mannys Werkzeugkiste
- Mensch, Derek!
- Meg und Mog
- Men in Black: Die Serie
- Meteor, der kleine Monstertruck
- Micky Maus Wunderhaus
- Mickys Clubhaus
- Mighty Ducks – Das Powerteam
- Mighty Med – Wir heilen Helden
- Miles von Morgen
- Mittendrin und kein Entkommen
- Die Mumie – Das Geheimnis der Mumie
- Muppet Babies
- My Little Pony: Equestria Girls
- My Little Pony – Freundschaft ist Magie
- My Little Pony: Pony Life
- Mystery Lane – Ein Fall Für Clever & Bro
- Neue Abenteuer mit Winnie Puuh
- Neue Micky Maus Geschichten
- Nouky und seine Freunde
- Oggy und die Kakerlaken
- Die Oktonauten
- Olaf präsentiert
- Ozie Boo!
- Pac-Man und die Geisterabenteuer
- Pair of Kings – Die Königsbrüder
- Parker Lewis – Der Coole von der Schule
- Pat der Hund
- Paket von X
- PB&J Otter – Die Rasselbande vom Hoohaw-See
- Pepper Ann
- Der Phantastische Paul
- Phil aus der Zukunft
- Pinky Dinky Doo
- Pippi Langstrumpf
- PJ Masks – Pyjamahelden
- Pound Puppies – Der Pfotenclub
- Powerpuff Girls
- Die Prouds
- Die Psammy Show
- Pucca
- Quack Pack – Onkel D. & Die Boys!
- Rainbow High
- Randy Cunningham: Der Ninja aus der 9. Klasse
- Rapunzel – Die Serie
- Raven blickt durch
- Der Regenbogenfisch
- Die Robinsons – Aufbruch ins Ungewisse
- Rolie Polie Olie
- Ronks – Keine Steinzeit ohne Alien!
- Royal Ranch
- Rugrats
- Sabrina – Verhext nochmal!
- Sally Bollywood
- Sandra & Ko – Die Märchendetektive
- Schlimmer geht’s immer mit Milo Murphy
- Schreck-Attack
- Shake It Up – Tanzen ist alles
- Sheriff Callie’s Wilder Westen
- Die Shorty McShort Show
- Sie nannten ihn Wander
- Simsalabim Sabrina
- Sister, Sister
- Sofia die Erste – Auf einmal Prinzessin
- Sonny Munroe
- Soy Luna
- Spangas – Das ist das Leben
- Spezialagent Oso
- Spider-Man
- Stanley
- Star gegen die Mächte des Bösen
- Star Wars: Die Abenteuer der Freemaker
- Star Wars: Die Mächte des Schicksals
- Star Wars Rebels
- Star Wars Resistance
- Story of Andi
- Student Bodies
- Summ, summ, super!
- Super 4
- The Super Hero Squad Show
- S3 – Stark, schnell, schlau
- Tara Duncan
- Disneys Tarzan
- Tauschrausch
- Teamo Supremo
- Die Top Secret Show
- Totally Spies
- T.O.T.S.
- Toy Story Toons
- Trikot der Champions
- Trotro
- Tsum Tsum
- Tupu – Das wilde Mädchen aus dem Central Park
- Tutenstein
- Twist total – Eine australische Familie legt los
- Der ultimative Spider-Man
- Vampirina
- Violetta
- Voll verrückte Viecher
- Walt Disneys bunte Welt
- Was ist los mit Alex Mack?
- We Bare Bears – Bären wie wir
- Wickie und die starken Männer
- Wikinger-Schule
- Willkommen im Haus der Eulen
- Winnie Puuhs Bilderbuch
- Disneys Wochenend-Kids
- Wolkig mit Aussicht auf Fleischbällchen
- Woofy
- Yuna & Stitch
- Zack & Cody an Bord
- Der Zauberschulbus
- Die Zauberer vom Waverly Place
- Zeke und Luther
- Zeo
- Die ZhuZhus
- Zwillinge auf Zack

### Abendprogramm
- Alle lieben Raymond
- Atelier Fontana
- Baby Daddy
- Blossom
- Buffy – Im Bann der Dämonen
- Cedar Cove – Das Gesetz des Herzens
- Clueless – Die Chaos-Clique
- Chasing Life
- Die Conners
- Desperate Housewives
- El Dorado
- Dharma & Greg
- Everwood
- Familie Feuerstein
- Familie Munster
- Finding Carter
- The Fosters
- Friends
- Galavant
- Gargoyles – Auf den Schwingen der Gerechtigkeit
- Gilmore Girls
- Die Goldbergs
- Golden Palace
- Grand Hotel
- Hindsight
- Jane by Design
- Das Leben und Ich
- Life Unexpected – Plötzlich Familie
- The Lying Game
- Meine wilden Töchter
- Men in Trees
- Miranda
- Die Muppet Show
- Die Musketiere
- Die Nanny
- The Neighbors
- New Girl
- New in Paradise
- Once Upon a Time – Es war einmal …
- Pushing Daisies
- Remington Steele
- Roseanne
- Sabrina – total verhext!
- Santa Clause: Die Serie
- Scrubs – Die Anfänger
- Seed
- Smart Guy
- Star-Crossed
- Suburgatory
- Switched at Birth
- Teen Angel
- This Is Us – Das ist Leben
- Unsere kleine Farm
- Verrückt nach Dir
- What’s Up, Dad?
- White Collar
- Wilde Brüder mit Charme!